# Сан-Фернандо (провинция Ла-Унион)
Сан-Фернандо — город на Филиппинах на о. Лусон, столица провинции Ла-Унион. Численность населения — 121 812 жителя (2015). Площадь — 106,88 км². Плотность населения — 1140 чел./км².
День покровителя города — 10 февраля, День Св. Гильермо Эремита.
Сегодня Сан-Фернандо — центр провинции и региона, центр торговли, культуры и образования. Его обслуживает морской порт и аэропорт. Среди туристических достопримечательностей можно назвать Ботанический сад, расположенный в лесу в 8 км от города, Холм Героев, Гробница Неизвестного Солдата, руины Пиндангана и другие.

## История
Сан-Фернандо является центром провинции Ла-Уньон с 1850 года. Во время испанского периода на месте нынешнего Сан-Фернандо проживало около 200 семей. Здесь было два поселения, Сан-Висенте де Баланак и Сан-Гильермо де Далангданг.
Сан-Висенте, расположенный на берегу, часто подвергался нападению пиратов, обычно в летний сезон, спокойный и удобный для навигации.
Сан-Гильермо, расположенный в отрогах Центральной Кордильеры, испытывали подобные трудности при нападении горных племен охотников за головами.
В 1579 году монах-августинец Хосе Торрес предложил жителям двух этих мест переселиться на некоторое расстояние от моря и от гор. Для этой цели выбрали селение Пинданган. Здесь была построена церковь Святого Гильермо Эремита.
В 1765 году, когда сюда прибыл новый кюре по прозвищу Фернандо Рей, город переименовали в Сан-Фернандо. Считается, что новое название дано в честь короля Испании Фернандо (Фердинанд III[уточнить]), но на самом деле причиной переименования служило имя священника, Фернандо Рей («рей» в переводе с испанского — «король»).
В городе был образован приход, в 1817 году была выстроена новая церковь.
В 1898 году испанский гарнизон был атакован филиппинскими повстанцами под предводительством генерала Мануэля Тинио и Мауро Ортиса. Со стороны испанцев выступил генерал Грегорио дель Пилар. Филиппинцы в итоге капитулировали, но вскоре вслед за этим началась американская колонизация.
Сан-Фернандо начал постепенно развиваться экономически более, чем другие города провинции.
В 1941 году, после бомбардировки, город был занят японскими оккупантами. При освобождении от японцев город был сильно разрушен, некоторые здания были снесены до основания.
После освобождения Филиппин от японских оккупантов в 1945 году началось восстановление.